# Hvad så, Gilbert Grape?
Hvad så, Gilbert Grape er et amerikansk komedie-drama fra 1993. Filmen er instrueret af Lasse Hallström, og hovedrollerne er besat af Johnny Depp, Juliette Lewis og Leonardo DiCaprio. Filmen er baseret på bogen af samme navn af forfatteren Peter Hedges.

## Handling
I den lille by Endora i Iowa er Gilbert Grape (Johnny Depp) travlt optaget af at tage sig af sin psykisk udviklingshæmmede lillebror Arnie (Leonardo DiCaprio). Deres sygeligt tykke mor Bonnie (Darlene Cates) har ikke forladt huset i 7 år, siden hendes mand begik selvmord ved at hænge sig i husets kælder, og hun har siden kun siddet i sofaen og set tv. Da Bonnie er ude af stand til at tage sig af sine børn, har Gilbert påtaget sig ansvaret for at holde det gamle hus i stand og holde øje med Arnie, som har den vane at klatre op i byens vandtårn, mens hans søstre Amy og Ellen tager sig af resten.
Et nyt "Food Land" supermarked har udkonkurreret den lille købmandsbutik "Lamson's Grocery", hvor Gilbert arbejder.
For at gøre tingene endnu mere kompliceret har Gilbert en affære med en gift kvinde, Betty Carver (Mary Steenburgen), hvis mand forsikringsmanden Ken Carver, uvidende om hendes utroskab, prøver at sælge Gilbert en livsforsikring. Med al den vægt på Gilberts skuldre prøver han at gøre det så godt, han kan.
Da filmen begynder, er familien Grape ved at forberede Arnies 18-års fødselsdag. En ung kvinde ved navn Becky (Juliette Lewis) og hendes bedstemors bil med campingvogn er gået i stykker i den lille by. Becky lever et unormalt liv som nomade, hvilket tiltrækker Gilbert, og de to udvikler en lille romance under Beckys besøg. 

Aftenen efter Arnies 18-års fødselsdag går Bonnie op ad trappen i deres hus til sit soveværelse, for første gang siden hendes mands selvmord, og uvist af hvilken grund dør hun i sin seng. Børnene, der ikke vil have, at folk gør nar af deres mor, tømmer huset for ejendele og sætter derefter huset i lys lue, for brænde deres døde mor.
Et år senere beskriver Gilbert, hvad der er sket siden moderens død, og Gilbert og Arnie sidder i vejkanten og venter på, at Becky skal komme forbi sammen med sin bedstemor i deres campingvogn. Filmen ender med, at Gilbert og Arnie bliver samlet op af Becky og bedstemoren og kører med i deres bil.

## Medvirkende
- Johnny Depp som Gilbert Grape
- Leonardo DiCaprio som Arnie Grape
- Juliette Lewis som Becky
- Mary Steenburgen som Betty Carver, der har en affære med Gilbert
- Darlene Cates som Bonnie Grape, Gilberts tykke mor
- Laura Harrington som Amy Grape, den ældste af Gilberts søstre.
- Mary Kate Schellhardt som Ellen Grape, den yngste af Gilberts søstre.
- Kevin Tighe som Ken Carver, en forsikringsagent og Bettys mand.
- John C. Reilly som Tucker Van Dyke, Gilberts ven, der også arbejder som handyman og som bliver hyret af Burger Barn.
- Crispin Glover som Bobby McBurney, som arbejder som bedemand.
- Mark Jordan som Todd Carver, Ken og Bettys ældste søn
- Cameron Finley som Doug Carver, Ken og Betty's yngste søn

## Awards & nomineringer
Oscar
- 1994: Nomineret: "Best Actor in a Supporting Role" – Leonardo DiCaprio

Chicago Film Critics Association Awards
- 1994: Vundet: "CFCA Award – Emerging Actor" – Leonardo DiCaprio

Golden Globes
- 1994: Nomineret: "Best Performance by an Actor in a Supporting Role in a Motion Picture" – Leonardo DiCaprio

Guild of German Art House Cinemas
- 1995: Vundet: "Guild Film Award – Silver – Foreign Film" – Lasse Hallström

National Board of Review
- 1993: Vundet: "NBR Award – Best Supporting Actor" – Leonardo DiCaprio

## Trivia
- Leonardo DiCaprio fik sin første Oscar-nomination for denne film.
- Becky kører, i filmen, i en International Harvester Travelall, som er grøn med et hvidt tag og ser ud til at være i udmærket tilstand, selvom den skal virke ret gammel og ramponeret.
- Darlene Cates, som spiller "Momma", medvirkede først i det amerikanske show, Sally Jessy Raphael-show for at tale om hendes vægtproblem, og var efterfølgende valgt til rollen, efter en producer fra showet, sendte et bånd fra showet til en af filmens castere. Billedet af "Momma", som Gilbert ser på i filmen er et virkeligt billede af Darlene, som 14-årig [2].
- I 5. sæson af  CSI: Crime Scene Investigation , hedder en af episoderne "What's Eating Gilbert Grissom".
- Filmen skulle foregå i Iowa, men filmen er filmet i både Manor og Lockhart, Texas.
- Leonardo DiCaprio øvede sin rolle til filmen på et hospital for udviklingshæmmede børn.
- "Lamson's Grocery" købmandsbutik er opkaldt efter Mr. and Mrs. Lamson, drama- og talelærere på Valley High School, hvor Hedges gik i high school.
- Gilbert siger, at hans far "hængte sig selv til tørre for 17 år siden", selvom hans yngste søster Ellen kun er 15 år. Man ser også senere Arnie lege på sin fars grav, og på stenen står at faren døde i 1978, altså 15 år før, når filmen er lavet i 1993.
- Filmen lægger grundstenene for den walisiske komiker Rhod Gilberts 2007-show Who's Eaten Gilbert's Grapes.